# Banque de l'agriculture et du développement rural
Pour les articles homonymes, voir BADR.
La Banque de l'agriculture et du développement rural (BADR) (en arabe : بنك الفلاحة والتنمية الريفية) est une Banque publique algérienne. Son réseau compte actuellement près de 334 agences et plus de 7 800 employés. La densité de son réseau et l'importance de son effectif font de la BADR la première banque à réseau en Algérie.

## Histoire
La BADR est créé le 13 mars 1982 (décret N° 82-106) sous la forme juridique de société par actions,.
Au début des années 2000, la BADR accorde un crédit de 65 milliards de dinars à Tonic Emballage, une PME algérienne. Cet emprunt a eu des conséquences néfastes sur le fonctionnement de la banque à la suite de la faillite de la société Tonic Emballage.
En mai 2016, la banque ouvre son premier point bourse.
En 2017, la BADR annonce son lancement dans la finance islamique avant la fin de l'année, et ce en offrant des produits bancaires conformes à la Charia islamique.

## Structure
La BADR compte actuellement un réseau de 334 agences et 39 directions régionales au niveau du territoire algérien.

## Identité visuelle (logo)

logo de la BADR

## Gouvernance
La banque est dirigée par un Président-Directeur général jusqu'au 29 avril 2021. Elle est ensuite confiée à un Président du Conseil d'administration et à un Directeur général.
- Président Directeur général (jusqu'au 29 avril 2021)
  - Ferhat Mecibah
  - Boualem Djebbar
  - Mohand Bourai (janvier 2020 - 29 avril 2021)[9]
- Président du Conseil d'administration (à partir du 29 avril 2021)
  - Nacer Laouami[8]
- Directeur général (à partir du 29 avril 2021)
  - Mohand Bourai[8]